# Sybra auberti
Sybra auberti är en skalbaggsart som beskrevs av Stefan von Breuning 1950. Sybra auberti ingår i släktet Sybra och familjen långhorningar.
Artens utbredningsområde är Vanuatu. Inga underarter finns listade i Catalogue of Life.